# Aulo Cecina Largo
Aulo Cecina Largo (em latim: Aulus Caecina Largus) foi um senador romano nomeado cônsul sufecto em 13 no lugar de Caio Sílio. 

## Nome
Por conta de uma ambiguidade nos "Fastos Capitolinos", experts como Mommsen e Attilio Degrassi acreditam que o nome completo de Caio Sílio era "Caio Sílio Aulo Cecina Largo" (em latim: Gaius Silius Aulus Caecina Largus). Porém, Arthur e Joyce Gordon destacaram a forma bem pouco usual deste nome para a época, precedendo o próximo exemplo conhecido em mais de cinquenta anos. Eles sugerem, tendo como base fontes que eles próprios admitem serem menos confiáveis, que esta linha dos "Fastos" seria melhor interpretada como se tratando de dois nomes: Caio Sílio e Aulo Cecina Largo. Apesar de esta interpretação ser endossada por Ronald Syme,, ela era considerada apenas como uma hipótese até que Diana Gorostidi Pi revelou uma inscrição — que ela chamou de "Fasti consulares Tusculani" — demonstrando que de fato se tratavam de duas pessoas distintas.
Nada mais se sabe sobre sua vida.